# Грахань
Грахань (тат. Грахань, Гәрәйхан) — село в Мамадышском районе Татарстана. Входит в Сокольское сельское поселение.
Население (2010 г.) — 28 человек (русские).

## География
Село находится на правом берегу Камы в 4 км к северу от села Соколка, в 15 км к югу от Мамадыша и в 22 км к западу от Нижнекамска — в месте, где река сливается с Вяткой и делает крутой поворот на юг. Местность носит название Сокольи горы. Вблизи села в устье Вятки расположен остров Граханский.
Имеется подъездная дорога от автодороги Мамадыш (М7) — Соколка. В селе имеется пристань на Каме. В 10 км к северу находится мост через Вятку, в 4 км к югу действует паромная/ледовая переправа через Каму (в сторону Нижнекамска).

## История
Село основано в XVIII веке под названием Починок Семёновский. До отмены крепостного права жители относились к категории государственных крестьян. Благодаря географическому положению в селе издавна существовала грузовая пристань. В 1898 году появилась земская школа.
До 1920 года село входило в Троицко-Секинесьскую волость Мамадышского уезда Казанской губернии, позже — в Мамадышский кантон ТатАССР. С 10 августа 1930 года — в составе Мамадышского района.